# 周文熙
周文熙（？—？年），湖广黄州府麻城縣人，軍籍。明朝政治人物。

## 生平
正德八年（1513年）癸酉科湖广乡试舉人，九年（1514年）联捷甲戌科三甲第二名進士，本年六月选授兵科给事中，正德十四年三月升任陕西按察司佥事。